# HTC HD7
 HTC HD7  (cũng có tên HTC Schubert,  HTC HD3), là một điện thoại thông minh chạy hệ điều Windows Phone. Chiếc điện thoại được thiết kế và sản xuất bởi HTC. Nó là người kế nhiệm của HTC HD2, và có một biến thể đặc biệt là HTC HD7S.

## Mô tả
HTC HD7 được công bố tại sự kiện Windows Phone ở Thành phố New York vào 11 tháng 10 năm 2010.
Những bức hình trước khi HD7 được công bố bị rò rỉ cho thấy HD7 ban đầu có tên là HD3. Rất có thể HTC đã đổi tên cho sản phẩm trước khi ra mắt để trùng với số phiên bản của Windows Phone.
Cũng được công bố tháng 3 năm 2011, là chiếc HD7S, rất tương đồng vơi HD7, nhưng lại có màn hình Super LCD.
HD7 có chung gần như tất cả thông số so với phiên bản trước chạy Windows Mobile 6.5, chiếc HD2, gồm cả độ phân giải và kích thước màn hình (109 mm và độ phân giải WVGA 800x480).

## HTC HD7S
The HTC HD7S là một biến thể đặc biệt của HTC HD7 dành riêng cho nhà mạng AT&T. Không giống bản gốc HTC HD7 có màn hình TFT-LCD, chiếc HTC HD7S lại có màn hình Super-LCD.
Màn hình Super LCD của HTC HD7S sáng hơn và rực rỡ hơn màn hình TFT-LCD gốc trên HD7.